# Болівар (департамент)
Болі́вар (ісп. Bolívar) — департамент на північному заході Колумбії.
Площа — 25978 км².
Населення — 1,9 млн осіб (2005; 1,1 млн в 1977).
Адміністративний центр — місто Картахена.

## Природа
Департамент розташований на узбережжі Карибського моря та в долинах річок Каука і Маґдалена. Поверхня в основному рівнинна.
Клімат субекваторіальний, сухий. Пересічні місячні температури 27-29 °C. Опадів 500—1000 мм за рік.
Переважаюча рослинність — ксерофільні чагарники та ліси (25 % території).

## Економіка
Основа економіки — сільське господарство. Вирощують кукурудзу, юку, тютюн, цукрову тростину. Розвинене тваринництво — скотарство (1 млн голів великої рогатої худоби), конярство, свинарство, вівчарство.
Видобувається нафта в долині річки Маґдалена.
Серед галузей промисловості розвинені харчова, текстильна, швейна, меблева, хімічна та фармацевтична.
Головний транспортний шлях — річка Маґдалена. Найбільші порти — Картахена на Карибському морі, Каламар та Самбрано на Маґдалені, Маганге на її рукаві. Картахена зв'язана каналом Діке з річкою Маґдалена.
| Колумбія | Це незавершена стаття з географії Колумбії. Ви можете допомогти проєкту, виправивши або дописавши її. |